# Zarautz
Zarautz är en kommun i Spanien. Den ligger i Gipuzkoaprovinsen i den autonoma regionen Baskien i norra delen av landet, 300 km norr om huvudstaden Madrid. Antalet invånare är 23 370 (2024). Arean är 14,35 kvadratkilometer. Zarautz gränsar till Aizarnazabal och Aia. 